# Bruna Linzmeyer
Pour les articles homonymes, voir Linzmeyer.
Bruna Linzmeyer, née à Corupá (Brésil) le 11 novembre 1992, est une actrice brésilienne qui a notamment tenu le rôle principal de Juliana Alves Menezes dans la telenovela Meu Pedacinho de Chão (pt). Elle a commencé sa carrière comme mannequin.

## Biographie

### Vie privée
Bruna Linzmeyer est ouvertement lesbienne, et est en couple avec Priscila Visman.

## Filmographie partielle

### Au cinéma
- 2014 : Rio, I Love You (segment Pas de Deux) : Ela
- 2015 : O Amuleto : Diana
- 2015 : A Frente Fria que a Chuva Traz
- 2018 : O Grande Circo Místico : Beatriz
- 2021 : Medusa : Melissa

### À la télévision
- 2011 : Passions mortelles (telenovela)
- 2012 : Gabriela (telenovela)
- 2014 : Amor à Vida (Telenovela brésilienne Linda)
- 2014- : Meu Pedacinho de Chão (pt) : Juliana Alves Menezes
- 2015 : A Regra do Jogo (telenovela, 6 épisodes)